# 도축

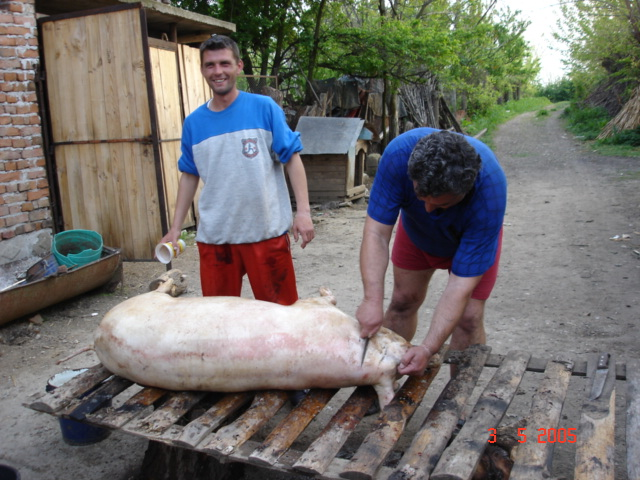
돼지의 멱을 따기 직전.

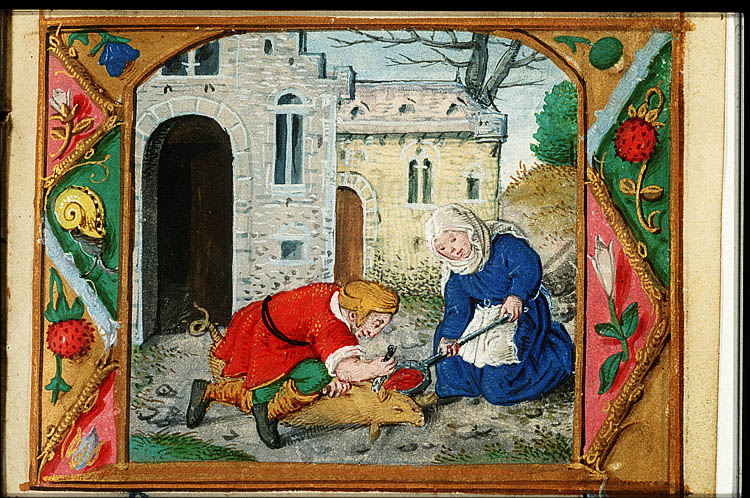
중세의 농업 세시기, 돼지를 도살하는 농민 부부

도축(屠畜, butchery), 또는 도살(屠殺)은 가축을 잡아 죽이는 일이다. 주로 고기·모피·가죽 등을 얻기 위해 하며, 병든 가축을 처리하기 위해 할 때도 있다. 종교에 따라 도축하는 방법이 다르기도 하다. 또한 국가에 따라 도축하는 방법이 다르기도 하다.
음식을 위해 도축되는 육생동물들이 한 해에만 770억에 이를 것으로 추산된다.
| 동물             | 도축 수        |
| ---------------- | -------------- |
| 닭               | 61,171,973,510 |
| 오리             | 2,887,594,480  |
| 돼지             | 1,451,856,889  |
| 토끼             | 1,171,578,000  |
| 거위             | 687,147,000    |
| 칠면조           | 618,086,890    |
| 양               | 536,742,256    |
| 염소             | 438,320,370    |
| 소               | 298,799,160    |
| 설치류           | 70,371,000     |
| 비둘기 등의 조류 | 59,656,000     |
| 버펄로           | 25,798,819     |
| 말               | 4,863,367      |
| 당나귀와 노새    | 3,478,300      |
| 낙타류           | 3,298,266      |

## 같이 보기
- 도축장
- 고기
- 자비하(Dhabihah) 이슬람식 도축